# Diocesi di Pomesania

Mappa delle diocesi prussiane nel XIII secolo.

Stemma della diocesi.

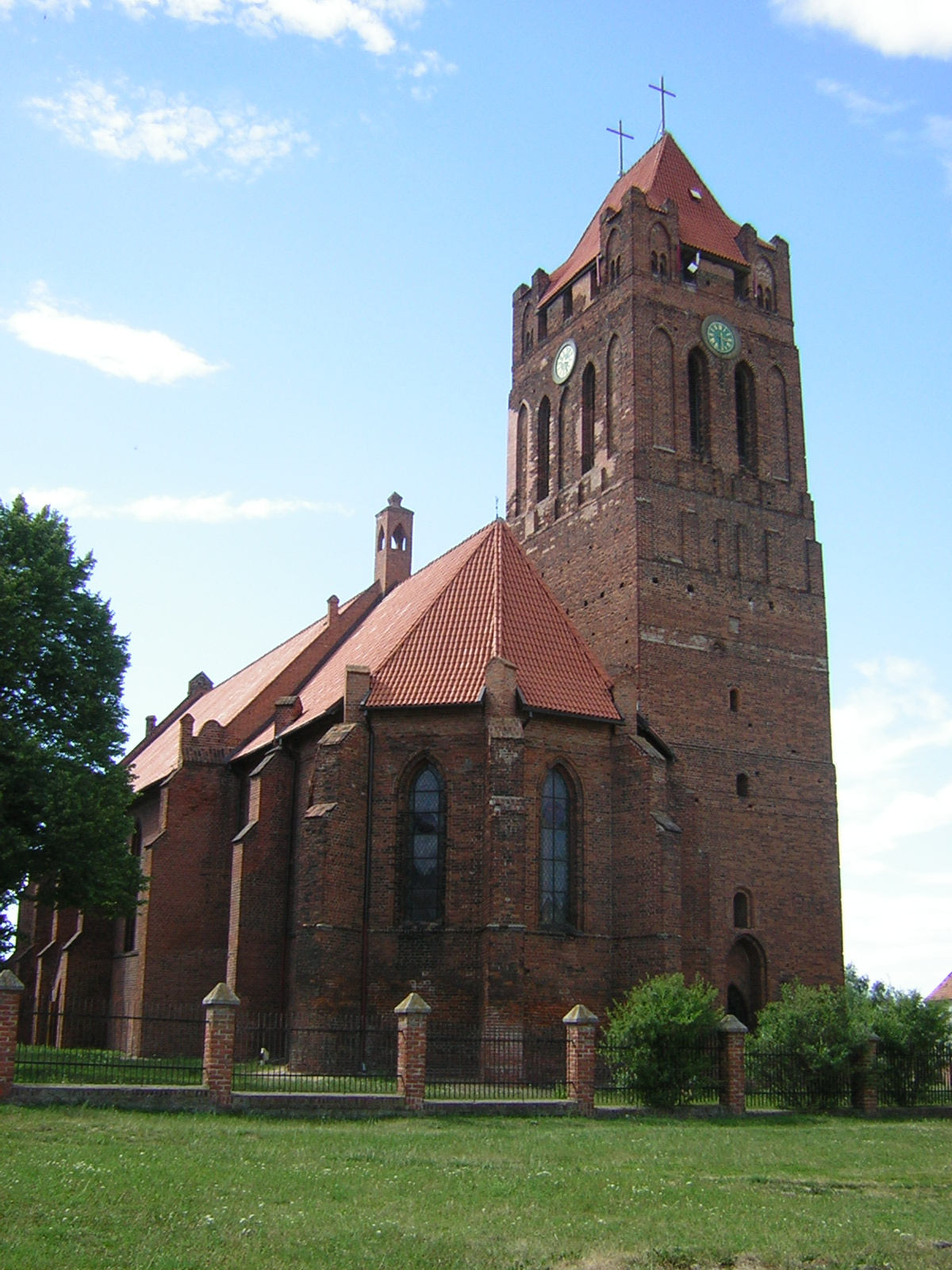
La chiesa di Sant'Adalberto di Prabuty.

La diocesi di Pomesania (in latino Dioecesis Pomesaniensis) è una sede soppressa e sede titolare della Chiesa cattolica.

## Territorio
La diocesi si estendeva nelle regioni di Pomesania e Pogesania nella Prussia Orientale.
Sede vescovile era la città di Marienwerder (oggi Kwidzyn), dove si trova l'ex cattedrale dedicata a San Giovanni evangelista.

## Storia
La diocesi fu eretta il 4 luglio 1243 con il decreto Noverit universitas vestra del legato papale Guglielmo di Modena all'interno dei territori dello Stato Monastico dei Cavalieri Teutonici. Questo decreto fu confermato dai brevi Hiis que per dilectos filios (29 luglio 1243) e Iustis petentium desideriis (8 ottobre 1243) di papa Innocenzo IV.
Tuttavia, l’effettiva organizzazione della diocesi avvenne solo tra il 1249 e il 1250, quando la mensa vescovile fu congruamente dotata per il proprio sostentamento. Il primo vescovo fu il domenicano Ernst, che scelse Kwidzyn come sede della diocesi. La primitiva cattedrale fu sostituita da un nuovo tempio gotico dedicato alla Beata Vergine Maria e a San Giovanni Apostolo e Evangelista all'epoca del vescovo Bertold von Riesenburg nel 1343.
Nel 1253 la diocesi entrò a far parte della provincia ecclesiastica di Riga.
Il territorio della diocesi, che comprendeva la parte occidentale dello Stato Monastico dei Cavalieri Teutonici, fu ampliato nel corso del XIV secolo con porzioni di territorio già appartenuti alle diocesi di Chełmno e di Breslavia.
Il capitolo della cattedrale fu istituito dal vescovo Albert il 28 febbraio 1284 ed ebbe fino a 11 canonici. Nei secoli XIII e XIV la diocesi comprendeva all'incirca 500 parrocchie, suddivise, nel 1400, in circa 16 decanati.
Con il passaggio dello stato prussiano al luteranesimo, tutte le diocesi del suo territorio aderirono alla nuova religione. L'ultimo vescovo di Pomesania in comunione con la Santa Sede fu Erhard von Queis, che nel 1524 aderì al luteranesimo.
Al momento dell'affermarsi del protestantesimo, la diocesi di Pomesania si trovava divisa fra due stati. La parte luterana della diocesi ebbe ancora tre vescovi, non consacrati; il titolo vescovile fu abolito nel 1587. Una parte della diocesi si trovava nel regno di Polonia e rimase cattolica. Il sinodo di Piotrków del 1577 decise l'affidamento delle parrocchie ancora esistenti in questa parte della diocesi ai vescovi di Chełmno: nel 1597 si contavano 70 parrocchie divise in 5 decanati.
Il 16 aprile 1601, papa Clemente VIII, con la bolla Cum ecclesiae Culmensi, affidò definitivamente l'amministrazione della diocesi pomesana ai vescovi di Chełmno. Questo status durò fino al 1763, quando il vescovo Andrzej Ignacy Baier dovette rinunciarvi, in seguito alle proteste del governo prussiano. Nei documenti ufficiali questo territorio è sempre indicato come "diocesi di Pomesania", la cui sede era a Riesenburg (oggi Prabuty). Con la bolla De salute animarum del 16 luglio 1821 fu incorporato nella diocesi di Varmia.
Dall'ottobre 2014 la sede di Pomesania è annoverata tra le sedi vescovili titolari della Chiesa cattolica; dal 13 dicembre 2014 il vescovo titolare è Adam Wodarczyk, vescovo ausiliare di Katowice.

## Cronotassi

### Vescovi
- Ernst, O.P. † (prima del 10 gennaio 1249 - 1260 deceduto)
- Albert, O.F.M. † (prima del 1º aprile 1261 - 1285 deceduto)
- Heinrich † (1286 - 1303 deceduto)
- Christian † (16 maggio 1303 - 22 luglio 1306 deceduto)
- Lutho von Baldersheim † (3 dicembre 1319[12] - 28 agosto 1321 deceduto)
- Rudolf † (5 marzo 1322 - 1332 deceduto)
- Bertold von Riesenburg † (1332 - circa 28 novembre 1346 deceduto)
- Arnold † (4 giugno 1347 - circa 29 gennaio 1360 deceduto)
- Nikolaus von Radam † (20 aprile 1360 - 27 novembre 1376 deceduto)
- Johann Mönch † (16 febbraio 1378 - 7 marzo 1409 deceduto)
- Johann Rymann † (24 luglio 1409 - 4 settembre 1417 deceduto)
- Gerhard Stolpmann † (9 maggio 1418 - 22 luglio 1427 deceduto)
- Johann von Heilsberg † (13 ottobre 1427 - 18 luglio ? 1440 deceduto)
- Kaspar Lincke † (1440 - 28 ottobre 1463 deceduto)
  - Nikolaus, O.T. † (18 luglio 1466 - ? dimesso) (vescovo eletto)
  - Vincenz Kielbasa † (1º aprile 1467 - 11 maggio 1479 deceduto) (amministratore apostolico)
- Johann Christian von Lessen † (14 aprile 1480 - 10 aprile 1501 deceduto)
- Hiob von Dobeneck, O.T. † (27 agosto 1501 - 25 maggio 1521 deceduto)
  - Achille Grassi † (9 agosto 1521 - 22 novembre 1523 deceduto) (amministratore apostolico)
  - Niccolò Ridolfi † (22 novembre 1523 - ?) (amministratore apostolico)
- Erhard von Queis † (1523 - 1524 apostata)

### Vescovi titolari
- Adam Wodarczyk, dal 13 dicembre 2014